# ジョン・ランバート

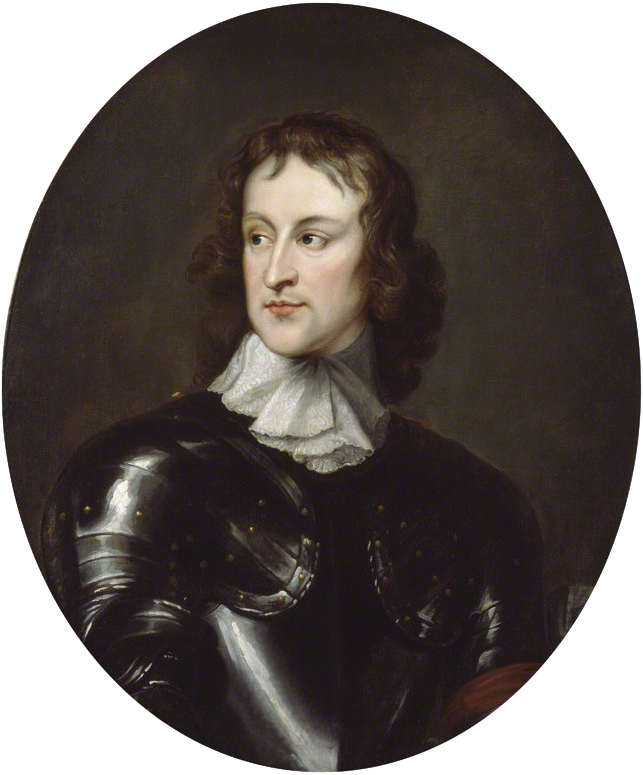
ジョン・ランバート

ジョン・ランバート（John Lambert, 1619年 - 1683年3月）は、清教徒革命（イングランド内戦）期のイングランドの軍人、政治家。初め軍人として出世、オリバー・クロムウェルに仕えてからは政治にも手腕を発揮、イングランド共和国体制下で法律の知識を活かし、イギリス史上初の成文憲法である『統治章典』起草の中心人物になった。

## 生涯
ヨークシャーのジェントリの家に生まれる。ケンブリッジ大学と法学院に学び、1642年から第一次イングランド内戦が勃発すると郷里で兵を集め、騎兵隊長として議会派に身を投じた。1644年のマーストン・ムーアの戦いに参戦し軍で頭角を現し、1647年にヘンリー・アイアトンと共に『建議要目』の起草に当たった。1648年に王党派に呼応したスコットランド軍が南下して第二次イングランド内戦が起こると、ニューモデル軍副司令官オリバー・クロムウェルと合流してプレストンの戦いでスコットランド軍を撃破、敵将のハミルトン公爵ジェイムズ・ハミルトンを捕らえる手柄を挙げた。
1650年からの第三次イングランド内戦でも軍事的才能を発揮、9月3日のダンバーの戦いではチャールズ・フリートウッドと共に騎兵隊を率いてスコットランド軍右翼を奇襲、ジョージ・マンクの歩兵部隊と共に敵軍を戦場に拘束して勝利に貢献した。戦後クロムウェルらと共にスコットランドへ侵攻、翌1651年7月20日にインヴァーカイシングの戦いでスコットランド軍に勝利しファイフを制圧、9月3日のウスターの戦いはトマス・ハリソンと共に敵の襲撃から本陣を守り抜いた。
同年にアイアトンが急死すると彼に代わるクロムウェルの政治におけるブレーンとなり、軍ではハリソンと並ぶ派閥の長として台頭した。急進派の第五王国派に属するハリソンに対しランバートは穏健派を率い、ハリソンと共にランプ議会の武力行使による解散を主張し、1653年4月20日のクロムウェルとハリソンのクーデターによるランプ議会解散に繋がった。しかし、解散後は次期政権の構想が採用されず、ハリソン案がクロムウェルに採用され7月4日にベアボーンズ議会が誕生すると反発して隠棲したが、程無く議会が急進派の暴走で混乱すると、ハリソンら第五王国派と離れたクロムウェルに近付いて復帰、議会内の保守派に働きかけて12月12日にベアボーンズ議会を解散させた。
急進派に失望し保守派に傾いたクロムウェルの意向に沿い、軍の士官会議を主導し12月16日に統治章典が公布、クロムウェルが護国卿に就任し統治章典を法的根拠とする護国卿時代が開始された。統治章典には議会と護国卿の共同統治と立法・行政のチェックで権力均衡がなされているように見えるが、実際には護国卿に有利な項目が多く議会の権限が弱く、選挙介入や議員の反抗を認めない項目もあり、事実上護国卿独裁を正当化する憲法であった。ランバートは名目上護国卿を牽制する機関（実際はクロムウェルの諮問機関）である国務会議の委員になり、1654年9月3日に召集された第一議会から憲法を作る立場にあるのか疑義を呈され、議会権力が弱い統治章典の内容も非難されたが、翌1655年1月22日にクロムウェルが議会を解散させたため追及は防がれた。同年8月に軍政監の1人に選ばれ反対派を取り締まり、外交にも参加し反フランスを主張、クロムウェルが計画した西インド諸島遠征にも反対した。
ところが、1656年に召集された第二議会が1657年にクロムウェルに国王即位を求め旧体制の復活を図り、統治章典の修正案として謙虚な請願と勧告が議会から出されるとクロムウェルの即位に反対した。国王にはならなかったがクロムウェルは統治章典修正を受け入れ、かつての王政に近付いた政治構造が出来上がっていったが、ランバートはこれに不満を抱き再度隠棲した。
翌1658年にクロムウェルが死亡、後を継いだ息子リチャード・クロムウェルが軍と対立し1659年に護国卿を辞職すると復活したランプ議会と軍が対立、混乱に乗じて復帰したランバートは8月の王党派の反乱を鎮圧し軍を掌握、10月に議会を締め出しフリートウッドと共に軍事政権を樹立した。だが周囲の支持を得られず孤立、その隙をついてスコットランドから南下したジョージ・マンクの軍勢を迎え撃とうとして失敗、部下に逃げられた上自分自身は捕らえられ軍事政権は崩壊、マンクの尽力で王政復古が成立した後ロンドン塔へ投獄された。1660年に脱走して挙兵するが失敗、再度捕らえられ1662年に死刑宣告されるも減刑、以後は死ぬまで獄中とガーンジー島で余生を送った。
静かに庭で過ごすことと花を育てることを愛したと言われ、クロムウェルに仕える前はトーマス・フェアファクスから手ほどきを受け植物愛好家になったとされる。議会派を風刺した王党派のトランプにはハートの8にチューリップを右手で持っている姿が描かれ、「黄金のチューリップのランバート・ナイト」というキャプションが付けられた。